# NGC 4708
NGC 4708 est une galaxie spirale située dans la constellation de la Vierge. Sa vitesse par rapport au fond diffus cosmologique est de 4 504 ± 25 km/s, ce qui correspond à une distance de Hubble de 66,4 ± 4,7 Mpc (∼217 millions d'al). NGC 4708 a été découverte par l'astronome germano-britannique William Herschel en 1788.
La classe de luminosité de NGC 4708 est I-II et elle présente une large raie HI.
À ce jour, une quinzaine mesures non basées sur le décalage vers le rouge (redshift) donnent une distance de 62,780 ± 23,710 Mpc (∼205 millions d'al), ce qui est à l'intérieur des valeurs de la distance de Hubble.

## Supernova
Deux supernovas ont été découvertes dans NGC 4708 : SN 2003ef et SN 2005bo.

### SN 2003ef
Cette supernova a été découverte le 11 mai 2003 par D. Weisz et W. Li dans le cadre du programme LOTOSS de l'observatoire Lick. Cette supernova était de type II.

### SN 2005bo
Cette supernova a été découverte le 17 avril 2005 par les astronomes amateurs américains Tim Puckett et Alex Langoussis,. Cette supernova était de type Ia.